# Nir (Verwaltungsbezirk)
Nir (persisch شهرستان نیر) ist ein Schahrestan in der Provinz Ardabil im Iran. Er enthält die Stadt Nir, welche die Hauptstadt des Verwaltungsbezirks ist. Der Bezirk wird mehrheitlich von Aseris bewohnt. 

## Demografie
Bei der Volkszählung 2016 betrug die Einwohnerzahl des Schahrestan 20.864. Die Alphabetisierung lag bei 77 Prozent der Bevölkerung. Knapp 32 Prozent der Bevölkerung lebten in urbanen Regionen.
| Zensusjahr | Einwohnerzahl |
| ---------- | ------------- |
| 2011       | 23.656        |
| 2016       | 20.864        |